# اجلاس ۲۰۲۲ گروه ۲۰ بالی
اجلاس ۲۰۲۲ گروه ۲۰ بالی هفدهمین نشست گروه ۲۰ بود که در نوسا دوآ، بالی، اندونزی در ۱۵ تا ۱۶ نوامبر ۲۰۲۲ برگزار شد ریاست اندونزی در اول دسامبر ۲۰۲۱ آغاز شد و به اجلاس سران در سه‌ماهه چهارم سال ۲۰۲۲ منتهی شد. در پایان نشست رم مراسم تحویل گروه بیست از ماریو دراگی، نخست‌وزیر ایتالیا به جوکو ویدودو، رئیس‌جمهور اندونزی طی رویدادی دوستانه برگزار شد.